# Treskinó
Treskinó - Трескино (rus) és un poble de l'óblast de Penza. Rússia. El 2010 tenia 85 habitants.